# Finnischer Bürgerkrieg

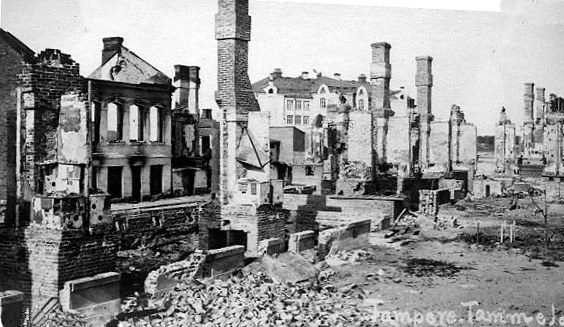
Die vorentscheidende Schlacht des finnischen Bürgerkrieges tobte in der Stadt Tampere, die im Zuge der Kämpfe in weiten Teilen zerstört wurde.

Als Finnischer Bürgerkrieg wird eine bewaffnete Auseinandersetzung bezeichnet, die das erst am 6. Dezember 1917 unabhängig gewordene Finnland im Wesentlichen vom 27. Januar bis zum 5. Mai 1918 erschütterte. Im Hintergrund des Bürgerkrieges standen aufgestaute gesellschaftliche Gegensätze, aber auch die Auswirkungen der revolutionären Ereignisse in Russland, zu welchem Finnland bislang als autonomes Großfürstentum gehört hatte. Die Abdankung des russischen Kaisers und finnischen Großfürsten infolge der Februarrevolution 1917 stürzte Finnland in eine Verfassungskrise, in welcher die öffentliche Ordnung zunehmend zerfiel. Eine durch den Ersten Weltkrieg bedingte Lebensmittelkrise bewirkte im Zusammenspiel mit der Propaganda der russischen Bolschewiki eine Radikalisierung und Militarisierung der Arbeiterbewegung.
Diese Entwicklung führte schließlich Ende Januar 1918 zu einem sozialistischen Umsturzversuch. Durch Revolution wurde im Süden Finnlands ein von der Arbeiterschaft geführter Staat errichtet, im Nordteil des Landes konnten sich die Bürgerlichen jedoch behaupten. Nachdem es den bürgerlichen „weißen“ Truppen unter dem Oberbefehl von Carl Gustaf Emil Mannerheim besser als den „Roten“ gelungen war, ihre Kampfverbände für die Kriegsführung auszubilden, gingen sie Mitte März in die Offensive und nahmen nach schweren Kämpfen die Stadt Tampere ein. Deutsche Kampfverbände, die den Weißen zur Hilfe gekommen waren, rückten zugleich im Süden vor. Nach der Eroberung von Viipuri Ende April gaben Anfang Mai die letzten Aufständischen auf. Zu den Nebenerscheinungen des Krieges gehörten politische Gewalthandlungen beider Seiten und zu seinem Nachspiel eine Hunger- und Seuchentragödie unter den Roten in den Gefangenenlagern.

## Hintergründe

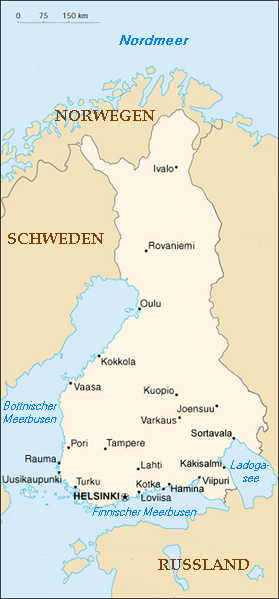
Karte des Großfürstentums Finnland in den Grenzen von 1917

Die Ausgangslage für den bewaffneten Konflikt in Finnland wurde durch sich verstärkende gesellschaftliche Gegensätze geschaffen, denen nicht durch entsprechende Reformen Rechnung getragen wurde. Insbesondere im Zusammenspiel mit dem Einfluss der Ereignisse in Russland kam es zu einer Radikalisierung und der Bildung bewaffneter Gruppen. Der Ausbruch des Ersten Weltkrieges begünstigte diese Entwicklung und führte zudem zu einer spürbaren Lebensmittelknappheit, welche die Unruhe in der Arbeiterschaft weiter steigerte.

### Gesellschaftliche Gegensätze
Das als autonomes Großfürstentum zum russischen Zarenreich gehörige Finnland war im 19. Jahrhundert starken wirtschaftlichen und gesellschaftlichen Veränderungen unterworfen. Die anlaufende Industrialisierung und das Bevölkerungswachstum führten zu einer Aufweichung der ständischen Gesellschaft und zur Entstehung neuer Gesellschaftsschichten insbesondere in den Städten. Die weitgehend bürgerlich geprägte nationalromantische Bewegung betrieb die Erhebung des finnischen Nationalbewusstseins durch Förderung der Bildung weiter Bevölkerungsschichten, ohne allerdings eine Änderung der gesellschaftlichen Strukturen anzustreben. Die zunehmend selbstbewussten Arbeiter in den Städten nahmen stattdessen die Ideale des Sozialismus an, im Jahr 1899 wurde die Arbeiterpartei Finnlands gegründet, welche 1903 in Sozialdemokratische Partei Finnlands umbenannt wurde. Die Partei erhielt Zuspruch auch von der arbeitenden Landbevölkerung und den in unsicheren rechtlichen Verhältnissen lebenden Betreibern von Pachthöfen.
Im Jahr 1906 wurde der alte ständische Reichstag durch ein demokratisch gewähltes Parlament ersetzt, in welchem die Sozialdemokraten sogleich 80 von 200 Sitzen errangen. Diese Reform konnte jedoch die gesellschaftlichen Spannungen nicht abbauen. Zentrale soziale Reformgesetze scheiterten wiederholt an der Weigerung des Zaren, diese zu ratifizieren. Im kommunalen Bereich blieb es weiter dabei, dass die Vertreter des Stadtrates nur von Steuerzahlern gewählt wurden und somit die ärmeren Gesellschaftsschichten einflusslos blieben. Da alle sozialen Leistungen in die Zuständigkeit der Gemeinden fielen, waren Verbesserungen in diesem Bereich nur schwierig zu erreichen.

### Bildung bewaffneter Gruppen

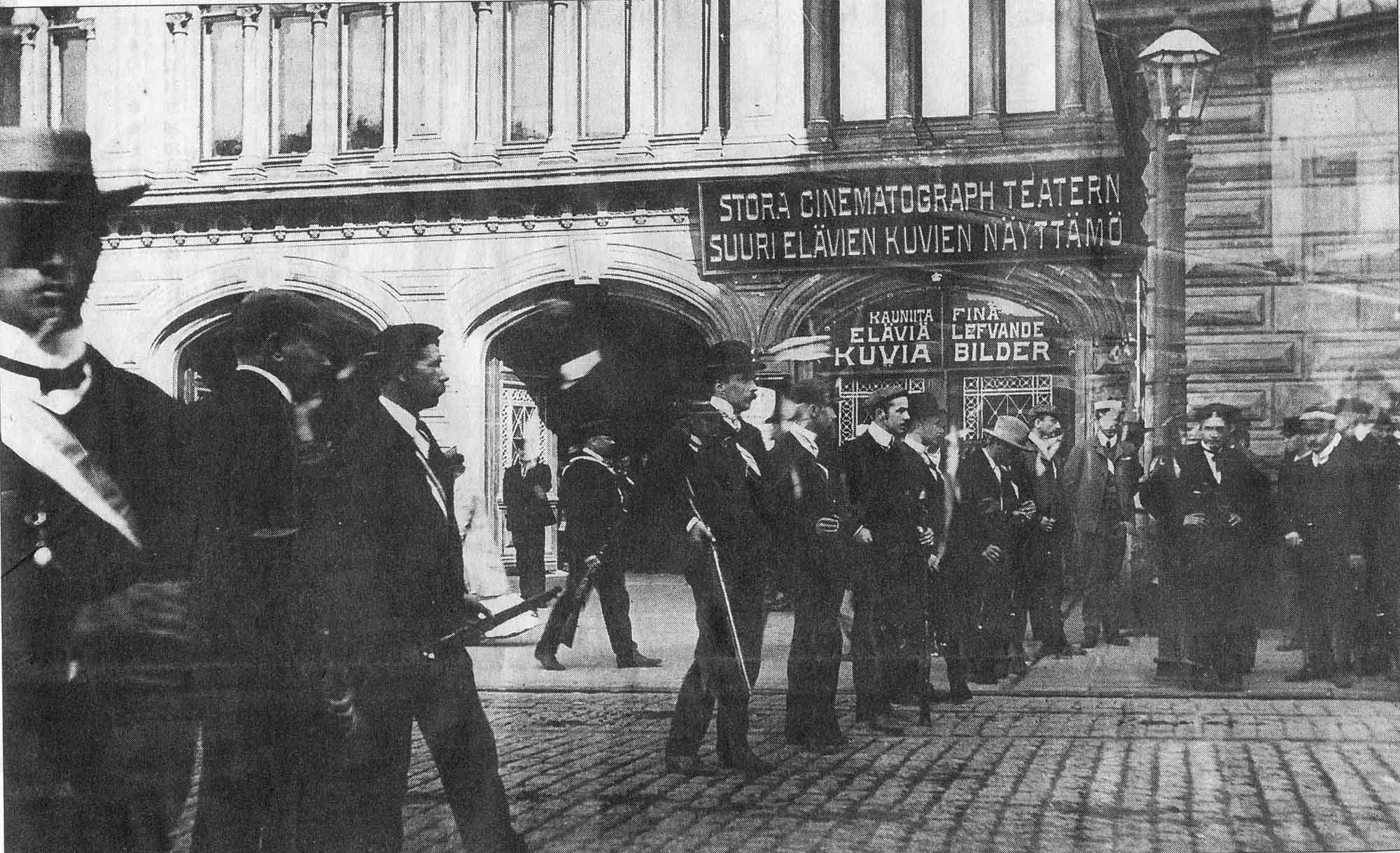
Straßensperre des bürgerlichen Schutzkorps während der Unruhen von Hakaniemi am 2. August 1906

Die Parlamentsreform des Jahres 1906 war das Resultat eines 1905 durchgeführten Generalstreiks, der von der Arbeiterschaft Helsinkis ausgerufen worden war, von bürgerlichen Bewegungen aber unterstützt wurde. Da auch die Polizeikräfte streikten, formten die Streikkomitees sogenannte Nationalgarden zur Aufrechterhaltung der Ordnung. Von diesen spalteten sich teilweise die roten Garden (punakaarti) zum Schutz der Arbeiterschaft ab. Nach Ende des Streiks blieben diese bewaffneten Organisationen bestehen, die bürgerlichen Gruppen nunmehr unter dem Namen Schutzkorps (suojeluskunta). Während eines Soldatenaufstandes in der Festung Viapori kam es im Helsinkier Stadtteil Hakaniemi am 2. August 1906 zu Unruhen, in deren Zusammenhang sich die roten Garden und die bürgerlichen Schutzkorps erstmals in ein Feuergefecht verwickelten, in welchem zehn Menschen ums Leben kamen. Die roten Garden wurden nach diesem Vorfall zunächst aufgelöst.
Unterdessen machte sich auch im bürgerlichen Lager eine Radikalisierung bemerkbar, die sich in erster Linie gegen die Zugehörigkeit zu Russland richtete. Gegen Ende des 19. Jahrhunderts herrschten hinsichtlich des Verhältnisses zu Russland zwei Strömungen vor. Während die vor allem in der Finnischen Partei vertretenen Verfechter einer Nachgiebigkeitspolitik die Treue zur Zarenherrschaft betonten, beharrte die konstitutionalistische Strömung, vertreten vor allem durch die Jungfinnische Partei und später auch den Landbund, auf einer buchstabengetreuen Einhaltung der verfassungsmäßigen Rechte des autonomen Finnland. Nachdem Gouverneur Nikolai Bobrikow 1903 seine Russifizierungsbemühungen begann, spaltete sich von den Konstitutionalisten die militante Aktivistenbewegung ab, welche sich im Untergrund auf eine bewaffnete Auseinandersetzung mit Russland vorbereitete.

### Erster Weltkrieg
Der Ausbruch des Ersten Weltkrieges 1914 wirkte sich auf die Lebensverhältnisse in Finnland zunächst nicht erheblich aus. Finnische Soldaten nahmen an den Kriegshandlungen nicht teil, soweit sie nicht freiwillig der russischen Armee beigetreten waren. Während die Papierindustrie große Verluste hinnehmen musste, profitierte die finnische Wirtschaft auf dem Metallsektor und auch durch die 1915 begonnenen Befestigungsarbeiten in verschiedenen Teilen des Landes vom Krieg. Ende 1916 begann sich die Kriegssituation jedoch erheblich auf die Versorgungslage in Finnland auszuwirken, als die Verteilung von Butter, Milch und Zucker, später auch von Fleisch rationiert werden musste.
Aus der Aktivistenbewegung ging nach Kriegsausbruch die sogenannte Jägerbewegung hervor. In der Hoffnung auf eine Kriegsniederlage Russlands nahm die Bewegung mit Deutschland Kontakt auf und entsandte schließlich 1915 rund 2000 Freiwillige zur militärischen Ausbildung in die deutsche Armee. Das so gebildete Königlich-Preußische Jäger-Bataillon Nr. 27 wurde teilweise auch an der Front eingesetzt und sammelte so soldatische Erfahrung, die in Finnland sonst kaum anzutreffen war.
Die politische Entwicklung des russischen Mutterlandes, welche seit dem Beginn des 20. Jahrhunderts von einer rasanten Destabilisierung der Zarengewalt geprägt war, hatte erhebliche Bedeutung für die Entwicklung der inneren Spannungen Finnlands. Schon der Generalstreik 1905 hatte seinen Ursprung in vergleichbaren Streiks in Russland, insbesondere St. Petersburg, im Rahmen der Geschehnisse um die Russische Revolution 1905 gehabt. Der Krieg verstärkte die inneren Unruhen des Reiches, die schließlich zu den Revolutionen des Jahres 1917 führten, welche auch das finnische Staatssystem aus den Fugen geraten ließen.

## Finnland nach der Februarrevolution
Der russische Kaiser Nikolaus II. verzichtete am 15. März 1917 als Folge der Februarrevolution auf den Thron. Die Regierungsgewalt wurde von einer parlamentarisch ernannten provisorischen Regierung übernommen. Die Revolution gab dem während des Krieges praktisch zum Erliegen gekommenen politischen Leben Finnlands neuen Auftrieb, führte aber gleichzeitig zur Zuspitzung der gesellschaftlichen Gegensätze.

### Wiederbelebung der Autonomie und Regierungsbildung
Bereits am 20. März stellte die provisorische Regierung die unter Nikolaus II. stark beschränkten autonomen Rechte Finnlands wieder her. Das finnische Parlament, welches während des Krieges nicht getagt hatte, wurde einberufen. Trotz des Krieges war im Sommer 1916 eine Parlamentswahl abgehalten worden, in welcher die Sozialdemokraten 103 der 200 Mandate und damit die absolute Mehrheit erhielten.
Die parlamentarische Mehrheit bedeutete für die Sozialisten die Chance, die neu gewonnene Freiheit für Reformen zu nutzen, stürzte die Partei aber auch in eine ideologische Krise. Ein einflussreicher Teil der Parteiführung, insbesondere die Redaktion des Parteiorgans Työmies, orientierte sich streng an den Lehrsätzen Karl Kautskys. Eine Beteiligung der Sozialisten an einer Regierung in einem kapitalistischen System, so wie überhaupt die Zusammenarbeit mit bürgerlichen Kräften, kam nach dieser Lehre nicht in Frage, weil sie das Klassenbewusstsein schwächen würde. Eine sozialistische Regierung würde also eine sozialistische Revolution voraussetzen. Diese würde sich als historische Notwendigkeit entzünden, sobald der Kapitalismus im Land weit genug fortgeschritten sei, ohne dass ein aktives Betreiben der Revolution seitens der Partei angebracht wäre. Die Zeit für die Revolution sah die Partei aber wegen des noch wenig fortgeschrittenen Kapitalismus in Finnland als noch nicht gekommen an.
Die Partei einigte sich dennoch mit den Vertretern der bürgerlichen Parteien auf die Bildung eines Koalitionssenates, welchem der Sozialdemokrat Oskari Tokoi vorsitzen und daneben sechs Sozialisten und sechs Bürgerliche angehören sollten. Wegen der ideologischen Bedenken in der Partei blieb deren Unterstützung für Tokois Regierung aber schwach. Die im Senat vertretenen Sozialisten waren Reformer, vor allem Matti Paasivuori, Väinö Tanner und Wäinö Wuolijoki, die nicht den Rückhalt der Parteimehrheit hatten. Der Senat setzte sich jedoch ein ehrgeiziges Programm. Zu ihm gehörten die Ausweitung der Demokratie vor allem auf Kommunalebene, die Begrenzung des Einflusses der russischen provisorischen Regierung, die Verbesserung der Arbeitsbedingungen, insbesondere der Arbeitszeit und der Sozialversicherung, sowie der Erlass von Schulpflicht und Religionsfreiheit.

### Das Parlament stürzt über das Verhältnis zu Russland
Einigkeit bestand zwischen allen Parteien darüber, dass Finnland von Russland unabhängig werden sollte. Nach der Abdankung des Zaren war der verfassungsmäßige Monarch weggefallen. Darüber, was dies für staatsrechtliche Konsequenzen hatte, gingen die Ansichten auseinander. Während einige der Meinung waren, durch den Wegfall des Großfürsten sei die staatliche Verbindung mit Russland zerbrochen, überwog die Auffassung, dass die oberste Gewalt vorläufig auf die provisorische Regierung übergegangen sei.
Der Senat unternahm einige Versuche, bei der provisorischen Regierung ein Einvernehmen über eine größere Selbstständigkeit Finnlands zu erreichen, scheiterte mit diesen aber. Die aktivste Rolle im Bestreben nach Unabhängigkeit spielten die Sozialdemokraten, welche die Kompetenzen des von ihnen beherrschten Parlaments ausweiten wollten. Die Partei erhielt Unterstützung von den russischen Bolschewiki unter Lenin, der den Finnen volle Entscheidungsfreiheit und auch das Recht auf Unabhängigkeit zusagte. Mit dieser bedingungslosen Unterstützung konnten die Bolschewiki ihren Einfluss in der finnischen Arbeiterbewegung deutlich stärken. Als die Macht der provisorischen Regierung durch den bolschewistischen Juliaufstand in Petrograd zu wanken schien, brachten die Sozialdemokraten am 18. Juli 1917 das sogenannte Staatsgesetz (valtalaki) ins Parlament ein, mit welchem das Parlament erklärte, die oberste Macht im Staat von nun an selbst auszuüben.
Das Staatsgesetz wurde mit großer Mehrheit angenommen, jedoch ging die provisorische Regierung aus den internen Unruhen vorläufig als Sieger hervor und zeigte keine Neigung, das eigenmächtige Staatsgesetz des finnischen Parlaments anzuerkennen. Die bürgerlichen Parteien beschlossen zurückzuweichen und schlugen der provisorischen Regierung vor, das Parlament aufzulösen. Die Sozialdemokraten versuchten, sich der Parlamentsauflösung zu widersetzen, mussten aber schließlich dem Druck nachgeben und sich auf Neuwahlen vorbereiten. Tokoi und die sozialdemokratischen Senatoren zogen sich aus dem Senat zurück, neuer Regierungschef wurde Eemil Nestor Setälä von der Jungfinnischen Partei.
In den Anfang Oktober abgehaltenen Neuwahlen des Parlaments erlitten die Sozialdemokraten eine Niederlage und verloren mit 92 Sitzen ihre absolute Mehrheit. Während das bürgerliche Lager die „Abwehr der sozialistischen Gefahr“ feierte, herrschte bei den Sozialdemokraten Verbitterung und Bestürzung darüber, dass die Parlamentsmehrheit als Mittel zur Behebung von Missständen und zur Milderung der im Lande herrschenden Unruhen verloren gegangen war.

### Zerfall der öffentlichen Ordnung
Die russische Februarrevolution hatte unmittelbare Auswirkungen auf die finnische öffentliche Ordnung. Die im Lande befindlichen großen russischen Armeeeinheiten bildeten wie in Russland Arbeiter- und Soldatenräte, welche ab März die Kontrolle über die Armee ausübten. Der Druck der Räte führte auch zum Erliegen der Tätigkeit der Polizei. Am 19. März teilte der Soldatenrat von Helsinki der Sozialdemokratischen Partei mit, dass die zivile Polizeigewalt an die Arbeiterschaft übergeben werde. Auf Druck der Räte erklärten sich die Stadträte bereit, die Ordnungsmacht in die Hände von besonderen Milizen zu geben, deren Organisation von Stadt zu Stadt verschieden war, die aber in allen Fällen von Sozialisten beherrscht wurden.

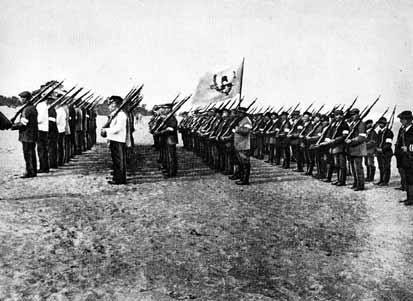
Das Schutzkorps von Seiskari. Korps wie dieses bildeten sich bis November 1917 in fast allen Gemeinden des Landes.

Während des Sommers 1917 verschärften sich die sozialen Spannungen drastisch. Russland beendete die Befestigungsarbeiten in Finnland und verringerte auch den Ankauf von Kriegsbedarf aus Finnland. Folge war ein starker Anstieg der Arbeitslosigkeit sowohl auf dem Land als auch in den Städten. Gleichzeitig nahm die Lebensmittelknappheit alarmierende Formen an. Im Mai verabschiedete das Parlament ein Lebensmittelgesetz, welches die Produktion und Verteilung der Grundnahrungsmittel strenger Kontrolle unterwarf, jedoch vielfach nicht befolgt wurde. Im August drangen Demonstranten in vielen Städten in Lebensmittellager ein und verteilten vor allem Butter an die Arbeiterschaft.
Die Gewerkschaften wie auch die Sozialdemokratische Partei erhielten in dieser Zeit massiven Zulauf neuer Mitglieder, welche mehrheitlich keine besondere Bindung an die sozialistische Ideologie hatten, aber aufgrund der aufgeheizten Atmosphäre und der Zuspitzung der sozialen Lage radikalisiert und vielfach gewaltbereit waren. Die eher gemäßigten Parteiführer verloren so zunehmend die Kontrolle über die Arbeiterbewegung, welche an der Basis verschiedene bewaffnete Gruppen bildete.
Die durch den zunehmenden Verfall der Ordnung beunruhigten bürgerlichen Bevölkerungsteile gingen bereits ab Juni, besonders aber von August bis November dazu über, örtliche bewaffnete weiße Schutzkorps zu bilden. Während die örtlichen Organisatoren in erster Linie den Schutz vor Randalierern im Auge hatten, spekulierten die russlandfeindlichen Aktivisten auch auf eine Verwendung der Korps bei einem bewaffneten Zusammenstoß mit den russischen Truppen.
Die Arbeiterbewegung empfand die Schutzkorps als Instrument zur Unterdrückung der Arbeiterklasse. Die sozialistischen Zeitungen spekulierten, dass die Bürgerlichen den Klassenfeind zunächst durch Aushungern schwächen und schließlich in einem Blutbad ertränken wollten. Schnell begann man, die Mitglieder der Schutzkorps als „Schlachter“ (lahtari) zu bezeichnen. Die Bewaffnung der Arbeitergruppen beschleunigte sich, und Ende Oktober beschloss die Partei die offizielle landesweite Bildung von bewaffneten „Ordnungsgarden“, für welche sich bald wieder die Bezeichnung „Rote Garden“ einbürgerte.

## Finnland im Sog der Oktoberrevolution
Am 6. November 1917, dem Tag der russischen Oktoberrevolution, übernahmen die Bolschewiki in Petrograd die Macht. Der Umsturz versetzte das bürgerliche Finnland in Aufruhr und ermutigte die revolutionäre Basis der finnischen Arbeiterschaft. Im Schatten der neu gewonnenen Unabhängigkeit bereiteten sich die Gegner auf den Zusammenstoß vor.

### Revolutionäre Unruhen verstärken sich

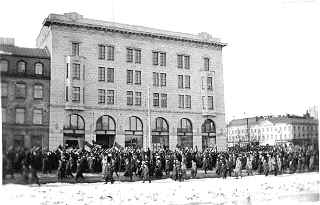
Die Unruhen auf den Straßen fanden beim Generalstreik im November 1917 ihren vorläufigen Höhepunkt.

Das Ringen um eine gemeinsame Linie der Arbeiterbewegung war nach der verlorenen Parlamentswahl von zunehmendem Druck der Straße und einer unentschlossenen Parteiführung geprägt. In einer gemeinsamen Sitzung der Führer von Partei und Gewerkschaften am 18. Oktober war man sich einig, dass die Arbeiter an der Basis nicht mehr zu halten wären, wenn der Senat nicht zum Handeln in der Lebensmittelfrage bewegt werden könne. Der Gewerkschaftsbund setzte dem Senat am 20. Oktober ein Ultimatum, die Produktion und Verteilung von Lebensmitteln unter staatliche Kontrolle zu stellen. Trotz fruchtlosen Ablaufs des Ultimatums stellte der Bund die Entscheidung über konkrete Maßnahmen jedoch zunächst zurück. Gleichzeitig veröffentlichte die Sozialdemokratische Partei ein Programm unter dem Titel Wir fordern, in welchem sie neben demokratischen und sozialen Reformen die Auflösung der bürgerlichen Schutzkorps verlangten.
Die erfolgreiche Oktoberrevolution führte unmittelbar zu einer Intensivierung der Bemühungen Lenins, auch die finnische Arbeiterbewegung zu einem revolutionären Aufstand zu bewegen. Tatsächlich riefen die Führer der Arbeiterbewegung am 14. November einen Generalstreik aus, der in die Revolution münden sollte. Der Aufruf wurde landesweit befolgt, und die Macht im Land wurde in diesen Tagen faktisch von den Roten Garden ausgeübt. Das eigens gebildete Revolutionäre Komitee verzagte jedoch unter anderem wegen der noch unsicher erscheinenden Position Lenins in Russland und beendete den Streik am 20. November, nachdem einem Teil der Forderungen des Wir fordern-Programmes nachgekommen worden war. Während dieser Tage war es landesweit zu zahlreichen Gewalttaten und Morden gekommen.

### Unabhängigkeit

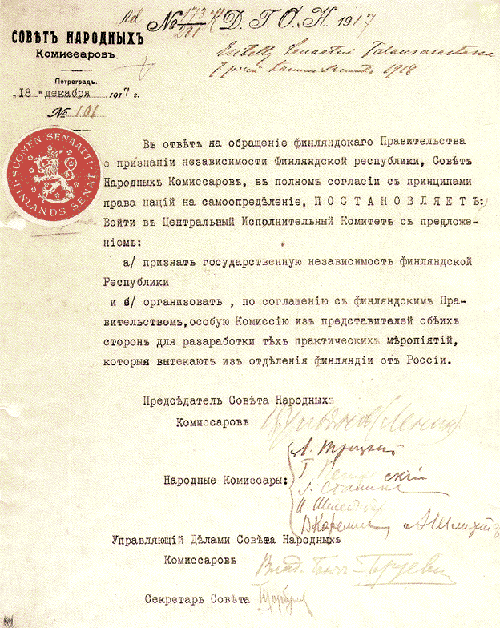
Mit diesem Dokument erkannte Sowjetrussland am 31. Dezember 1917 die Unabhängigkeit Finnlands an.

Das politische Finnland steckte nach der Oktoberrevolution zunächst in einem Machtvakuum. Die bürgerlichen Parteien waren, durch die Geschehnisse des Generalstreiks aufgeschreckt, nunmehr bestrebt, die staatliche Unabhängigkeit möglichst schnell herbeizuführen. Das neu gewählte Parlament erklärte am 15. November 1917, gleichzeitig das Programm der Sozialdemokraten verwerfend, dass es die verfassungsmäßige Autorität des Monarchen vorläufig selbst ausüben werde. Am 27. November wählte es einen neuen Senat unter dem Vorsitzenden Pehr Evind Svinhufvud. Der legte dem Parlament eine formelle Unabhängigkeitserklärung vor, welche am 6. Dezember verabschiedet wurde – gegen die Stimmen der Sozialdemokraten.
Es erwies sich bald, dass eine internationale Anerkennung des neuen Staates nicht ohne vorherige Anerkennung durch Sowjetrussland möglich sein würde. Lenin hatte den finnischen Sozialisten bereits früher wiederholt versichert, der Unabhängigkeit Finnlands nicht im Wege zu stehen, und er stand zu diesem Wort, als am 30. Dezember eine finnische Abordnung unter der Führung von Svinhufvud persönlich in Petrograd erschien und um die Anerkennung des finnischen Staates nachsuchte. Zuvor hatte Lenin die Sozialisten erneut zu einer unverzüglichen Revolution aufgefordert.

### Das weiße Finnland rüstet seine Armee
Die Gewalttaten während des Generalstreiks hatten eine Beschleunigung der Bildung von „weißen“ Schutzkorps zur Folge. Eine Gruppe von knapp hundert Jägern, die aus dem Dienst in der deutschen Armee frühzeitig zurückgekehrt waren, wurde hauptsächlich im stärksten Gebiet der Weißen, in Österbotten eingesetzt, um Führungspersonal für die kommende Armee auszubilden. Insbesondere die vom 28. Dezember 1917 bis 14. Januar 1918 in Vimpeli sowie ab 26. Januar in Vörå geschulten Gruppen bedeuteten im späteren Krieg einen wichtigen Schulungsvorsprung der Weißen gegenüber ihren Gegnern.
Die Bewaffnung der Schutzkorps war zunächst dürftig. Im Oktober war eine Schiffsladung von 6.500 Gewehren und 30 Maschinengewehren mit dem Hilfsschiff Equity aus Deutschland eingetroffen, ansonsten konnten aber nur vereinzelte Mengen beschafft werden, oft durch heimliche Käufe von den russischen Garnisonen. Ende Januar 1918 umfassten die Schutzkorps rund 40.000 Mitglieder, von denen aber nur 9.000 mit Gewehren ausgerüstet werden konnten.
Angesichts der prekären Sicherheitslage und der weiterhin im Land präsenten 75.000 russischen Soldaten war das bürgerliche Lager der Auffassung, dass die Regierung eine reguläre Ordnungsmacht benötigte. Am 12. Januar 1918 beschloss das Parlament gegen den erbitterten Widerstand der Sozialisten, die Regierung zur Ergreifung aller Maßnahmen zu ermächtigen, „welche sie zur Schaffung einer straffen öffentlichen Ordnung als erforderlich ansieht.“ Am 16. Januar beauftragte Svinhufvud den nach Finnland zurückgekehrten Generalleutnant der russischen Armee Carl Gustaf Emil Mannerheim als Befehlshaber mit der Bildung von Streitkräften. Am 25. Januar wurden schließlich die bis dahin privaten Schutzkorps zur regulären Armee der Regierung erklärt.
Bereits am 9. Januar 1918 hatte der Senat beschlossen, Verhandlungen mit Deutschland über die Lieferung von weiteren Waffen sowie die Rücksendung der in der deutschen Armee dienenden finnischen Soldaten zu führen. Die Einstellung Deutschlands zu Finnland war zwiespältig. Der mit Russland geschlossene Waffenstillstand und die Friedensverhandlungen von Brest-Litowsk standen einer offenen Stützung antirussischer Aktivitäten entgegen, andererseits erschien es günstig, in Finnland ein deutschlandfreundliches Regime zu sichern. Ludendorff stimmte daher am 18. Januar dem Erwerb von 70.000 Gewehren und anderem Kriegsgerät sowie der Freistellung der finnischen Jäger zu. Die Durchführung dieser Vereinbarungen verzögerte sich allerdings bis in den Februar.
Die Aktivitäten Mannerheims richteten sich zunächst in erster Linie gegen die russischen Garnisonen, da er annahm, dass die Unruhen im Land in erster Linie durch die russischen Soldaten und von diesen aufgehetzte kriminelle Elemente verursacht wurden. Am 25. Januar gab Mannerheim den Befehl, die Schutzkorps in der Nacht vom 27. auf den 28. Januar zu mobilisieren und die russischen Garnisonen in Vaasa und fünf anderen Orten in Südösterbotten zu entwaffnen.

### Die Sozialisten beschließen die Revolution
Nach Ende des Generalstreiks vom November setzten sich zunehmend die Roten Garden an die Spitze der Entwicklung im Lager der Arbeiterbewegung, allen voran die radikalen Garden in den Städten, wo auch der Einfluss der bolschewistischen Propaganda am stärksten war. Insbesondere in Turku kam es zu massiven Plünderungen und Ausschreitungen, bei deren Mäßigung sich die Parteispitze machtlos zeigte.
Die Roten Garden zentralisierten ihre Organisation Ende November durch die Einsetzung einer Zentralkommission, welche einige Wochen später in einen Generalstab umgeformt wurde. Zum Oberbefehlshaber wurde Ali Aaltonen, Journalist und Leutnant der russischen Armee, ernannt.
Die Parlamentsentscheidung vom 12. Januar 1918 interpretierten die Sozialisten so, dass die Regierung eine Klassenkampfarmee geschaffen habe, welche gegen die finnische Arbeiterklasse gerichtet sei. Die sozialdemokratische Parteiführung war dennoch zunächst nicht eindeutig auf Revolutionskurs. Die gemäßigten langjährigen Mitglieder hielten den bewaffneten Aufstand nicht für unausweichlich.
Der Druck der Roten Garden nahm kurz darauf jedoch weiter zu. Ali Aaltonen war Anfang Januar nach Petrograd gereist und hatte unter Vermittlung des zu den dortigen Bolschewiki gehörenden finnischstämmigen Eino Rahja von Lenin am 13. Januar die mündliche Zusage erhalten, den finnischen Roten 10.000 Gewehre und sonstige Waffen zu liefern. Diese Zusage bestätigte er schriftlich am 20. Januar, und gleichzeitig wurde angekündigt, dass der die Waffen transportierende Zug Petrograd am 26. Januar früh morgens verlassen würde.
In dieser Lage und in dem Bestreben, die Einheit der Arbeiterbewegung zu wahren, nahm der Parteirat der Sozialisten am 22. Januar neue radikale Mitglieder auf und setzte am 24. Januar ein ausschließlich aus Radikalen bestehendes Exekutivkomitee ein, dessen Vorsitz Eero Haapalainen, Gewerkschaftsführer aus Viipuri, übernahm.
Die Führung der Roten Garden nahm an, dass die Schutzkorps den geplanten Waffentransport zu stoppen versuchen würden, und so gaben Aaltonen und Haapalainen am 23. Januar den Befehl zum Generalstreik und zur Mobilisierung der Garden ab dem 25. Januar.
Das Exekutivkomitee beschloss schließlich am 26. Januar, dass die Revolution am nächsten Tag beginnen solle.

## Ausbruch des Bürgerkrieges
Praktisch zeitgleich mit dem Beginn des sozialistischen Umsturzversuches begannen die weißen Truppen mit ihren militärischen Aktionen gegen die russischen Garnisonen. Während die Revolution im Süden erfolgreich war, konnte Mannerheim sich ein Stützgebiet in Südösterbotten sichern, von dem aus das bürgerliche Finnland bald den gesamten Nordteil des Landes unter seine Kontrolle brachte.

### Der Aufstand gelingt im Süden

Kräfteverhältnisse Anfang Februar 1918
Machtbereich der „Weißen“
Machtbereich der „Roten“

Am Abend des 27. Januar 1918 um 23 Uhr leuchtete am Turm des Gewerkschaftshauses von Helsinki eine rote Lampe zum Signal der beginnenden Revolution. Die Roten Garden besetzten die wichtigsten Gebäude und hatten am folgenden Morgen die Stadt völlig in ihrer Gewalt. In den Städten Südfinnlands begegneten die Revolutionäre ebenso wenig Gegenwehr wie im Großteil der dortigen ländlichen Gebiete.
Das Exekutivkomitee der Sozialdemokraten setzte am 28. Januar eine rote Regierung, das Volkskommissariat, ein. Dessen Vorsitz, und damit das Amt des Regierungschefs, übernahm der Parteivorsitzende Kullervo Manner, der Präsident des sozialistischen Mehrheitsparlaments gewesen war. Die rote Regierung hatte sogleich mit den Folgen eines nahezu vollständigen Streiks aller öffentlichen Beamten zu kämpfen. Die Verwaltung musste so aus Vertretern der Arbeiterschaft neu gebildet werden. Ebenso streikte das gesamte Bankwesen und stürzte das rote Finnland in eine schwere Finanzkrise, in welcher es sich während seiner gesamten Existenz nur durch ständigen Nachdruck von Banknoten behelfen konnte. Die Wirtschaftspolitik des Volkskommissariats war auch überwiegend von der Bemühung um Stabilisierung der Lage und Sicherung der Versorgung bestimmt. Als sozialistisch einzustufende Wirtschaftsreformen fanden im roten Finnland nicht statt.
Am 20. Februar beschloss die rote Regierung den Text einer neuen Verfassung. Der Entwurf, der weitgehend aus der Feder von Otto Ville Kuusinen stammte und nach dem Krieg zur Volksabstimmung gestellt werden sollte, war streng demokratisch und sprach die oberste Gewalt dem frei gewählten Parlament zu. Der Text war deutlich an die Verfassung der Schweiz angelehnt und freiheitlich, aber kaum als revolutionär zu bezeichnen.

### Die weiße Regierung behauptet sich im Norden
In der Nacht auf den 28. Januar begannen die weißen Schutzkorps mit der Entwaffnung der russischen Garnisonen in Südösterbotten. Die Garnisonen in Laihia, Lapua, Seinäjoki, Ylistaro, Ilmajoki, Kaskinen, Nykarleby und Jakobstad leisteten nur geringen Widerstand, und auch Vaasa konnte noch am gleichen Tag eingenommen werden. In Kristinestad und Kokkola mussten die Schutzkorps dagegen den Widerstand der von den Roten Garden unterstützten Soldaten brechen. Bis zum 31. Januar war jedoch ganz Südösterbotten unter weißer Kontrolle. Dabei wurden 8.000 Gewehre sowie schwere Bewaffnung erbeutet, sodass in der Folge eine wesentlich effektivere Kriegsführung möglich war.

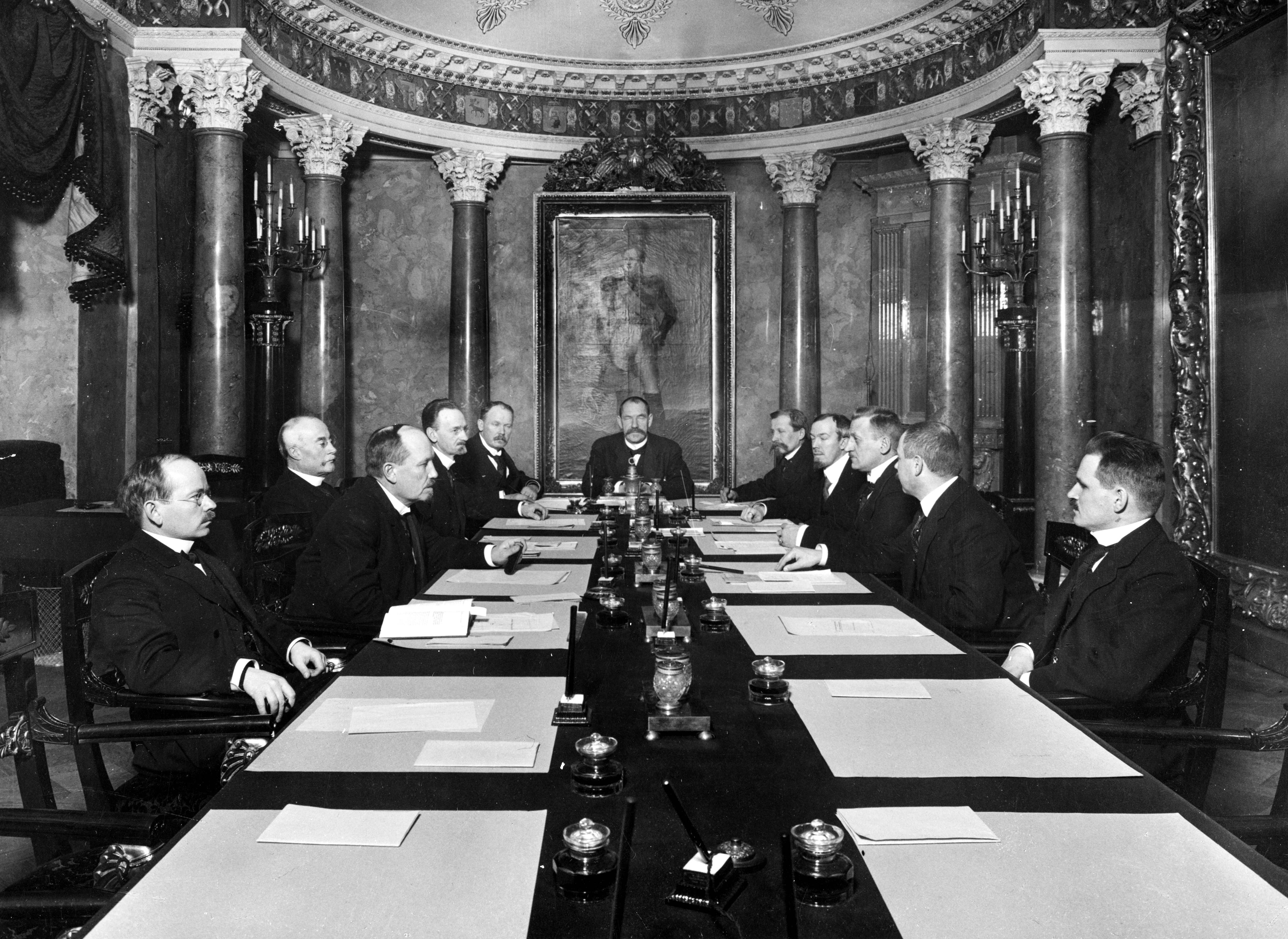
Der Senat P. E. Svinhufvuds, dessen dem Aufstand entkommene Mitglieder in Vaasa eine Exilregierung bildeten.

Während die Sozialisten in Südösterbotten kaum Unterstützung hatten, waren sie in Nordösterbotten und Lappland stark vertreten. Besonders in Oulu kam es am 3. Februar zu den ersten schwereren Gefechten des Bürgerkrieges. Am 7. Februar hatten die Weißen jedoch den Norden gesichert.
In den Städten Jyväskylä und Mikkeli wurden die Aufständischen Anfang Februar von den örtlichen Schutzkorps niedergeschlagen, ebenso in Kuopio nach kurzem Gefecht am 8. Februar. Damit war auch der Nordosten des Landes unter weißer Kontrolle, abgesehen von der Industriestadt Varkaus, welche zunächst eine rote Enklave blieb.
In Karelien hatte es bereits vor Ausbruch des Bürgerkrieges starke Aktivitäten der örtlichen Schutzkorps gegeben, welche zu einer Entwaffnung der russischen Truppen in Nordkarelien und im Norden Südkareliens geführt hatten. Diese Gebiete blieben auch nach dem sozialistischen Umsturz in weißer Hand.
Gleich zu Beginn ihres Aufstandes mussten die Roten einen schweren Rückschlag hinnehmen, da es ihnen nicht gelang, die Mitglieder des Senats festzunehmen. Drei Senatoren konnten noch kurz vor Kriegsausbruch nach Österbotten reisen, ein vierter folgte ihnen Anfang Februar. Die restlichen Mitglieder, unter ihnen Svinhufvud, konnten sich in Helsinki bei bürgerlichen Bewohnern verstecken. Die entkommenen Senatoren konnten so in Vaasa eine funktionierende, verfassungsgemäße Regierung bilden, was dem weißen Finnland einen unschätzbaren Legitimationsvorteil verschaffte, insbesondere im Verhältnis zum Ausland. Den Vorsitz übernahm Heikki Renvall, bis im März auch Svinhufvud aus Helsinki nach Vaasa geschmuggelt werden konnte.

### Die Front stabilisiert sich
Die Position der Weißen hing in starkem Maße von der Möglichkeit ab, Truppen und Material zwischen den Hauptstützgebieten in Österbotten und Karelien zu bewegen. Zu ihrem Glück war kurz vor Ausbruch des Krieges die neue Eisenbahnstrecke von Haapamäki in der Gemeinde Keuruu über Pieksämäki nach Elisenvaara eingeweiht worden.
Zur Sicherung dieser lebenswichtigen Verbindung sandte Mannerheim am 29. Januar das Schutzkorps von Lapua nach Haapamäki. Die Bahnkreuzung wurde kampflos eingenommen, da die roten Führer im nahen Tampere die Bedeutung des Ortes zu diesem Zeitpunkt noch nicht erkannt hatten. Die weißen Truppen rückten entlang der Bahnlinie nach Süden noch bis Vilppula vor, wo sie ihre Stellung aufbauten. Vom 2. bis zum 7. Februar führten die Roten mehrere Angriffe gegen Vilppula. In gleichem Maße wie die Roten stärkere Angriffe organisierten, konnten aber auch die Weißen ihre Stellungen und Bewaffnung verstärken, so dass die Angriffe abgewehrt wurden.
Nach der Sicherung Vilppulas blieb der Frontverlauf für längere Zeit im Wesentlichen stabil. Die Grenze zwischen dem roten und dem weißen Finnland führte von der Westküste zwischen dem roten Pori und dem weißen Kristiina über Vilppula, Padasjoki, Heinola, Lappeenranta und Antrea bis Rautu an der Grenze zu Russland. Es handelte sich allerdings nicht um eine durchgängige Front. Zu den Wesensmerkmalen des finnischen Bürgerkrieges zählte, dass er im winterlichen und schwer zugänglichen Land ausschließlich entlang der wenigen Verkehrswege, in erster Linie der Eisenbahnstrecken, stattfand. Entsprechend gab es Frontstellungen nur dort, wo eine Bahnstrecke oder eine Landstraße den Frontverlauf kreuzte.
Beide Seiten konzentrierten ihre Kräfte zunächst auf die Sicherung des eigenen Hinterlandes. An der Südküste gab es noch zahlreiche funktionierende weiße Schutzkorps, besonders in Porvoo und Loviisa, aber auch in Siuntio und Kirkkonummi. Die letzten dieser Einheiten ergaben sich erst am 1. März und banden bis dahin erhebliche Ressourcen der Roten. Im weißen Hinterland war noch das rote Varkaus verblieben, dessen Rote Garde rund 1.500 Männer umfasste, die allerdings schwach bewaffnet waren. Am 20. Februar führten die Weißen einen Angriff mit 1.050 Soldaten, sechs Maschinengewehren und zwei Geschützen. Am folgenden Tag ergaben sich die Verteidiger.

## Die Kriegsparteien
Weder die Roten Garden noch die Schutzkorps waren dafür geschaffen worden, einen ausgewachsenen Bürgerkrieg zu führen. Schlechte Ausbildung, fehlende Disziplin und unzureichende Führung behinderten die Kriegsführung auf beiden Seiten. Durch gezielte Ausbildung, Einführung der Wehrpflicht und besonders durch das Hinzutreten des Jägerbataillons konnten die Weißen auf diesen Gebieten im Laufe des Krieges Fortschritte erzielen, die ihnen einen entscheidenden Vorteil gegenüber den Roten gaben. Zugleich sandte das Deutsche Reich Hilfstruppen und verschaffte den Weißen einen weiteren Vorteil.

### Die Roten Garden

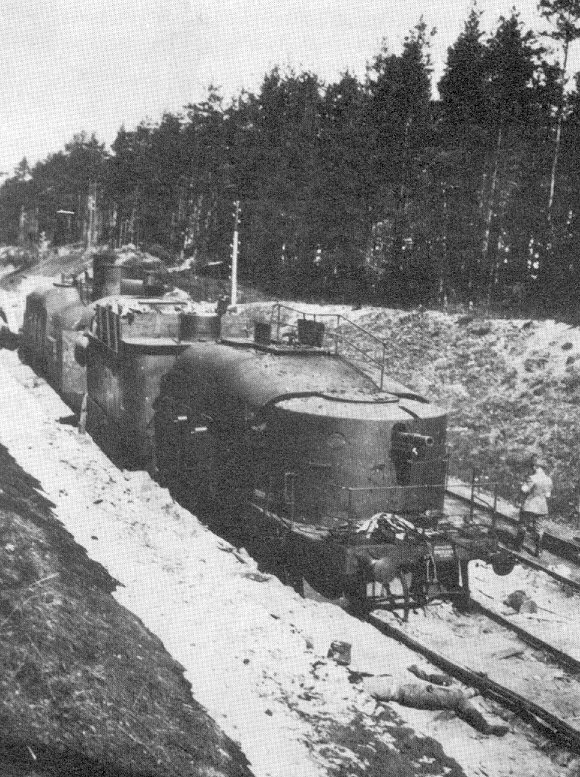
Zu den effektivsten Waffen der Roten im Kampf entlang der Eisenbahnlinien gehörten die mit Maschinengewehren und Geschützen ausgestatteten Panzerzüge.

Die Roten Garden waren als örtliche Ordnungsorganisationen aus überzeugten Mitgliedern der Arbeiterbewegung gebildet worden. Nach Beginn des Bürgerkrieges strömten den Garden neue Mitglieder zu, teilweise dadurch bedingt, dass die Mitglieder nun ein Gehalt aus der Staatskasse erhielten. Über die Gesamtstärke der Garden gibt es keine verlässlichen Angaben. Zu Beginn des Krieges umfassten sie um die 20.000 Mitglieder, wuchsen aber bis April je nach Schätzung auf 65.000 bis 80.000 an.
Die Bewaffnung der Roten beruhte zu Beginn der Auseinandersetzung in erster Linie auf der Ende Januar erhaltenen Waffenlieferung aus Petrograd. Dies genügte nicht, um eine ausreichende Bewaffnung sicherzustellen. Erst als die russische Armee Finnland Ende Februar und Anfang März infolge des Friedensvertrages von Brest-Litowsk räumte, überließen die Garnisonen ihre Waffen den finnischen Revolutionären, was den Waffenmangel bei den Roten mit einem Schlag behob.
Die meisten Rotgardisten hatten keinerlei militärische Ausbildung, und insbesondere Angriffsbewegungen waren mit diesen Soldaten sehr schwierig. Der Verteidigungskampf gelang den Roten Garden besser, aber die Furcht vor Umkreisungsbewegungen führte oft zur vorzeitigen Aufgabe von Stellungen und kopfloser Flucht. Die Kriegsführung wurde darüber hinaus durch den Mangel an qualifizierter Führung erschwert. Von einigen russischen Freiwilligen abgesehen hatte die rote Armee praktisch keine ausgebildeten Offiziere. Eine funktionierende zentrale Kommandostruktur kam während des gesamten Krieges nicht zustande.
Die Unzufriedenheit mit der Führung drückte sich in den häufigen Wechseln der Oberbefehlshaber aus. Ali Aaltonen hatte sich im Vertrauen auf die Stützung durch die russische Armee allein auf die örtlichen Kommandostrukturen der Roten Garden verlassen. Er wurde bereits am 28. Januar durch Eero Haapalainen als neuen Oberbefehlshaber ersetzt.
Nachdem sich dieser als wenig fähiger erwiesen hatte, wurde er am 20. März durch ein Triumvirat aus Evert Eloranta, Eino Rahja und Adolf Taimi ersetzt.
Bereits an der Schwelle zum Untergang des roten Finnlands, am 12. April, versuchte man die Kräfte noch einmal zu bündeln, indem Kullervo Manner zum Diktator ausgerufen wurde.
Obwohl die Vorgeschichte des roten Umsturzversuches eng mit den russischen Revolutionen verbunden war und die Wortführer der Revolution erhebliche Unterstützung durch die russischen Soldaten im Land erwartet hatten, blieb deren Beteiligung an den Kampfhandlungen letztlich gering und spielte für die Kriegsführung des roten Finnlands keine wesentliche Rolle. Lenin sah sich an einer offenen Kriegsbeteiligung in Finnland durch die prekäre Lage des Weltkrieges und die Friedensverhandlungen mit Deutschland gehindert und beschränkte sich auf gelegentliche Waffenlieferungen. Die Garnisonen blieben größtenteils passiv und gaben nur vereinzelt örtliche Unterstützung. Im Zuge der Evakuierung Finnlands wurde den Soldaten Anfang März freigestellt, sich als Freiwillige der finnischen roten Armee anzuschließen. Von dieser Möglichkeit machten rund tausend Soldaten Gebrauch. Eine Ausnahme stellte Karelien dar, wohin wegen der Nähe zu Petrograd auch Truppen aus Russland über die Grenze geschickt wurden. Insbesondere in den Kämpfen um Rautu Anfang März stellten Russen rund die Hälfte der roten Truppen.

### Die weiße Armee

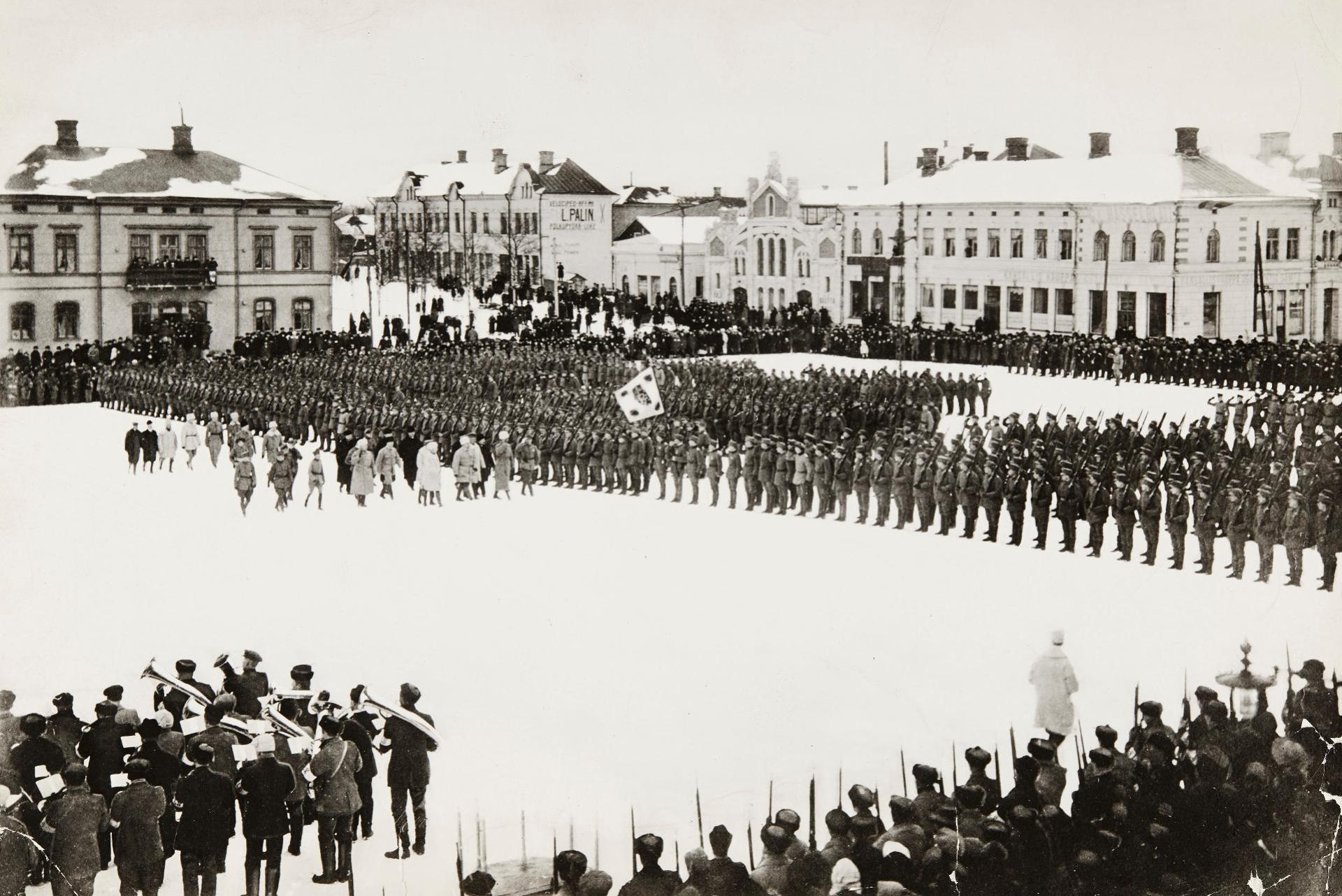
Die finnischen Jäger bei der Ankunft aus Deutschland in Vaasa

Die weißen Schutzkorps hatten zunächst mit ähnlichen Problemen zu kämpfen wie die Roten. Unzureichende Ausbildung und fehlende soldatische Disziplin erschwerten ein koordiniertes Vorgehen. Den Weißen gelang es aber in erheblich stärkerem Maße als den Roten, den Ausbildungsstand im Laufe des Krieges zu verbessern. Eine entscheidende Rolle spielte hierbei, dass den Weißen ausgebildete Offiziere zur Verfügung standen. Zu diesen gehörten ehemalige Angehörige der 1901 aufgelösten finnischen Streitkräfte sowie freiwillige Offiziere der russischen Armee, zu denen auch Mannerheim gehörte. Weitere Offiziere rekrutierten sich aus schwedischen Freiwilligen. Den größten Anstoß bekam die Bildung der Armee aber durch die Ankunft von 1060 in Deutschland ausgebildeten Jägern des 27. Jägerbataillons am 18. und 25. Februar. Diese bildeten eine funktionierende, kriegserfahrene Führungsschicht und dienten den unerfahrenen Truppen zugleich als Vorbild.
Die Stärke der weißen Armee bewegte sich im März um die 45.000, Ende April um 75.000. Die Reihen wurden gezielt durch die am 18. Februar eingeführte allgemeine Wehrpflicht verstärkt, was den Anteil der Arbeiter in der Armee erhöhte. Es hatten sich aber auch zuvor bereits Arbeiter den Schutzkorps angeschlossen. Den größten Anteil (56 %) der weißen Soldaten machten allerdings die selbstständigen Bauern mit ihren Söhnen aus. Die ursprünglich äußerst mangelhafte Bewaffnung wurde zunächst durch die Entwaffnung der russischen Garnisonen Ende Januar verbessert. Im Februar erhielt der Senat sodann 70.000 Gewehre und schwere Waffen aus Deutschland, so dass die gesamte Armee mit angemessener Bewaffnung ausgestattet werden konnte.

### Die Rolle Deutschlands

Kräfteverhältnisse Ende März 1918
Machtbereich der „Weißen“
Machtbereich der „Roten“

Entwicklung nach der Landung deutscher Truppen im April 1918
Machtbereich der „Weißen“
Machtbereich der „Roten“
deutsche Truppenbewegungen

Das kaiserliche Deutschland hatte am Anfang des Bürgerkrieges ein gespaltenes Verhältnis zu Finnland. Es war im deutschen Interesse, sich in der Nachbarschaft Russlands ein befreundetes bürgerliches Land zu sichern, andererseits konnte die offene Unterstützung der Weißen den Friedensprozess von Brest-Litowsk gefährden. Die Anerkennung Finnlands durch Russland und die spätere Unterzeichnung des Friedensvertrages, in dem sich Russland zur Evakuierung Finnlands verpflichtete, erleichterten die Situation.
Am 7. März 1918 unterzeichneten die finnischen Gesandten in Berlin, Edvard Hjelt und Rafael Erich, einen Friedensvertrag mit Deutschland. Wenig später traf der soeben aus Helsinki geflüchtete Svinhufvud in Berlin ein und bat um die Entsendung von Hilfstruppen.
Die Inanspruchnahme deutscher Hilfe war im weißen Finnland umstritten. Mannerheim hatte diese wiederholt abgelehnt, weil er eine Abhängigkeit Finnlands von Deutschland fürchtete. Auch der Rumpfsenat in Vaasa weigerte sich, die Vereinbarungen Svinhufvuds offiziell zu bestätigen. Der Streit wurde schließlich beigelegt, indem zwar deutsche Truppen zur Unterstützung entsendet, aber formell dem Oberbefehl Mannerheims unterstellt wurden. Am 3. April 1918 landete die Ostsee-Division der deutschen Armee im Rahmen der sogenannten Finnland-Intervention mit 9500 Mann unter Generalmajor Rüdiger Graf von der Goltz in Hanko sowie am 7. April weitere 2500 Mann, das Detachement Brandenstein, unter Oberst Otto von Brandenstein von Tallinn aus in Loviisa.

## Verlauf der Kriegshandlungen
Nachdem die Front sechs Wochen weitgehend unverändert geblieben war, begann die weiße Hauptoffensive mit der Umkreisung und Eroberung der Stadt Tampere. Im Süden gelandete deutsche Truppen nahmen Helsinki ein und trafen später in Lahti mit Mannerheims Einheiten zusammen. Der eingekesselte rote Flüchtlingsstrom ergab sich nach verzweifelten Gefechten. Die letzten schweren Gefechte wurden in Karelien um die Stadt Viipuri geführt. Der Bürgerkrieg endete am 5. Mai 1918 mit der Aufgabe der letzten Aufständischen.

### Die Schlacht um Tampere

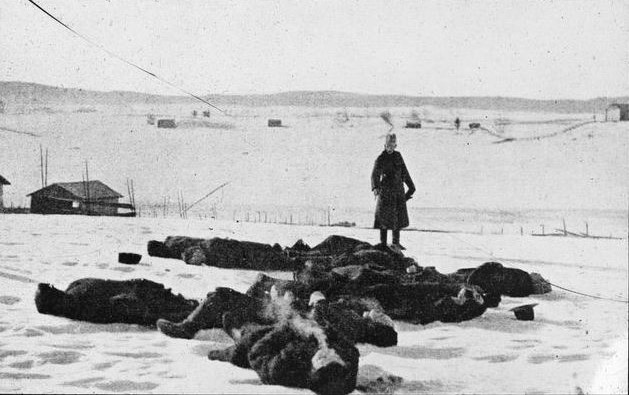
Eine in Länkipohja hingerichtete Gruppe roter Soldaten

Die Stadt Tampere war im Jahr 1918 das größte Industriezentrum Finnlands und Hochburg der Roten Garden. Am 15. März 1918 begann die weiße Armee einen großangelegten Angriff mit dem Ziel der Einkreisung und anschließenden Eroberung der Stadt.
Der Angriff wurde von mehreren Seiten geführt und kam zunächst mit wechselndem Erfolg voran. Vielfach führten bereits kleine Angriffsbemühungen zu ungeordneter Flucht der Roten Verteidiger, an anderen Stellen wurde dagegen zäher Widerstand geleistet. So kam es am 16. März in Länkipohja, einem Dorf in der Gemeinde Längelmäki, zu erbitterten Gefechten, in welchen das Schutzkorps von Lapua seine beiden Kommandeure verlor. Nach der Eroberung des Dorfes erschossen die Weißen sämtliche gefangen genommenen Rotgardisten, eine Vorgehensweise, die in ähnlicher Form auch an anderen Orten praktiziert wurde.

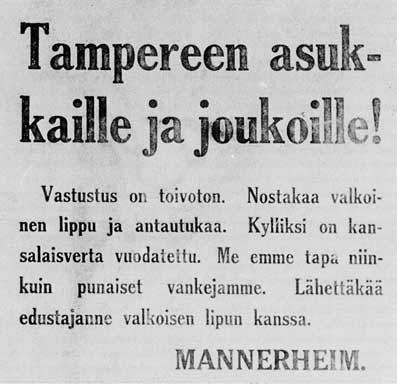
Mit diesem Flugblatt forderten die Weißen die Verteidiger in Tampere erfolglos zur Aufgabe auf: An die Bewohner und Truppen von Tampere! Der Widerstand ist hoffnungslos. Hisst die weiße Flagge und ergebt euch. Genug Bürgerblut ist vergossen worden. Wir töten nicht wie die Roten unsere Gefangenen. Schickt eure Vertreter mit einer weißen Fahne. Mannerheim.

Nach tagelangen weiteren Kämpfen wurde schließlich am 26. März die Bahnstation von Lempäälä südlich von Tampere eingenommen und damit der Belagerungsgürtel um die Stadt geschlossen. Die Kämpfe in der Umgebung Tamperes hatten dazu geführt, dass sich die Soldaten der dort stationierten Roten Garden ebenso wie ein großer Teil der Zivilbevölkerung in die Stadt geflüchtet hatten und die Stadt damit zum Bersten mit Menschen gefüllt war. Nachdem die roten Einheiten zuvor oftmals übereilt die Flucht ergriffen hatten, war nunmehr jeder weitere Fluchtweg versperrt, und so bereitete man sich in der Stadt unter Führung des örtlichen Befehlshabers Hugo Salmela auf die Verteidigung der Stadt vor. Dem militärisch ungebildeten Arbeiter eines Bretterlagers gelang es, die in Panik befindlichen Truppen einigermaßen zu ordnen und eine effektive Verteidigung zu organisieren, bis er am 28. März bei einer Explosion den Tod fand.

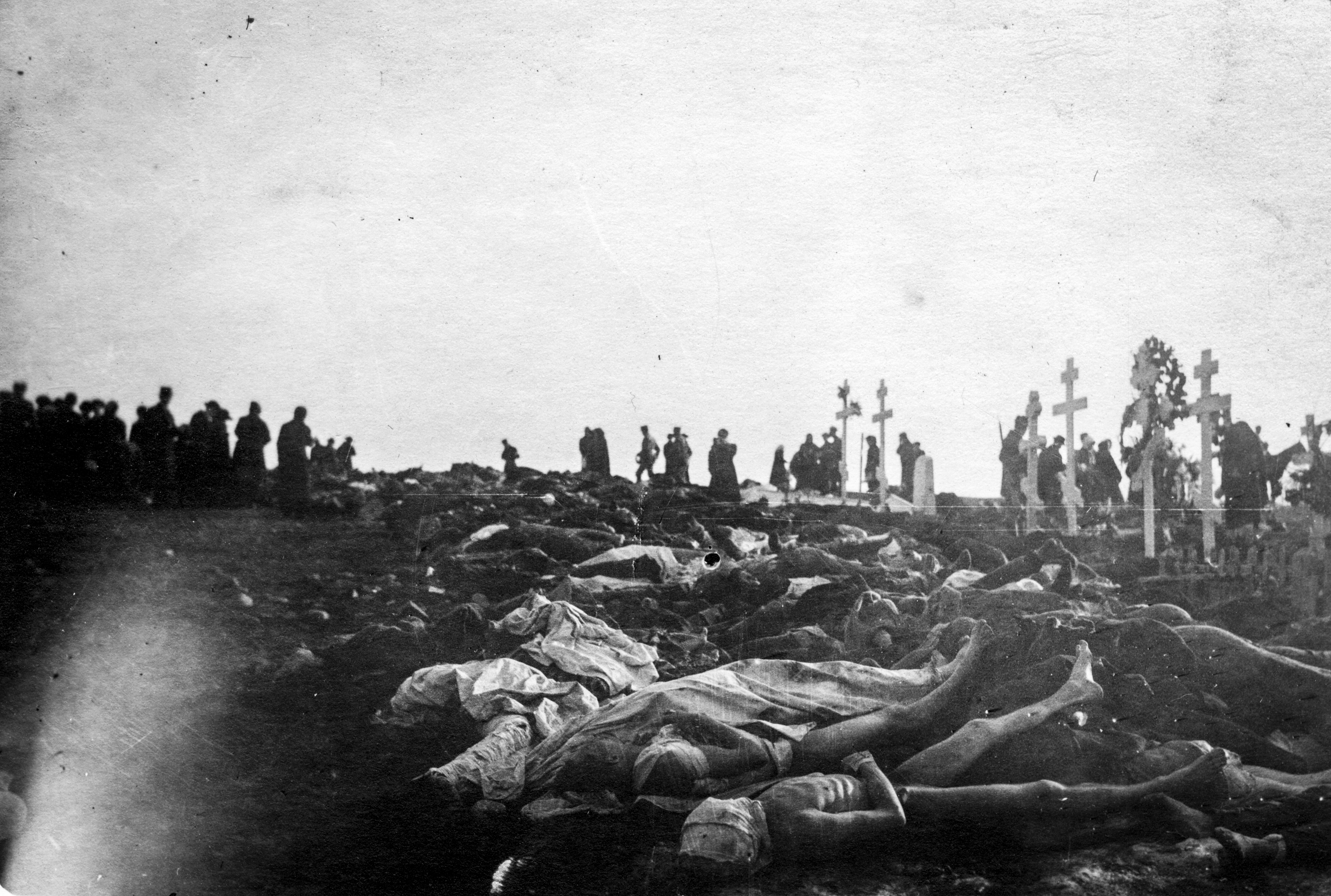
Gefallene der Gefechte von Kalevankangas

Die Weißen wurden vom plötzlich erstarkten Widerstand überrascht, und der am Gründonnerstag, dem 28. März, begonnene Sturm auf die Stadt endete zunächst in einem Blutbad um den Friedhof Kalevankangas im Osten Tamperes. Im Maschinengewehrfeuer der Roten verloren die Angreifer annähernd 1000 Männer als Gefallene oder Verwundete. Auch in den folgenden Tagen kam der Angriff nur mühsam voran. Die Verteidiger hatten beschlossen, sich nicht zu ergeben, offensichtlich mitbedingt durch die Berichte vom Schicksal der Gefangenen in Länkipohja. Die Einnahme Tamperes erforderte daher tagelange erbitterte Straßenkämpfe, in denen die Stadt Haus für Haus von Osten nach Westen erobert, dabei durch ständiges Geschützfeuer aber auch fast vollständig zerstört wurde. Am 6. April 1918 ergaben sich die letzten in den westlichen Stadtteil Pyynikki gedrängten Verteidiger.
Die Schlacht um Tampere war die bis dahin größte kriegerische Auseinandersetzung der finnischen Geschichte. In den Straßenkämpfen fielen nach verbreiteten Schätzungen rund 600 weiße und 1800 rote Soldaten. Nach der Untersuchung von Ylikangas sollen sich unter den genannten roten Gefallenen aber auch bis zu 500 während der Kämpfe Hingerichtete befinden.

### Vorrücken der Deutschen im Süden
Der Fall Tamperes stellte für das rote Finnland einen schweren Schlag dar, sowohl militärisch, da mit den in der Stadt stationierten Truppen ein erheblicher Teil der Roten Garden vernichtet worden war, als auch psychologisch, da die revolutionäre Bewegung eines ihrer wichtigsten Zentren verloren hatte. Bereits drei Tage früher, am 3. April 1918, hatte die Landung der deutschen Truppen in Hanko das Volkskommissariat erschüttert, welches ohnehin kaum noch Kontrolle über seine verbliebenen Truppen hatte.

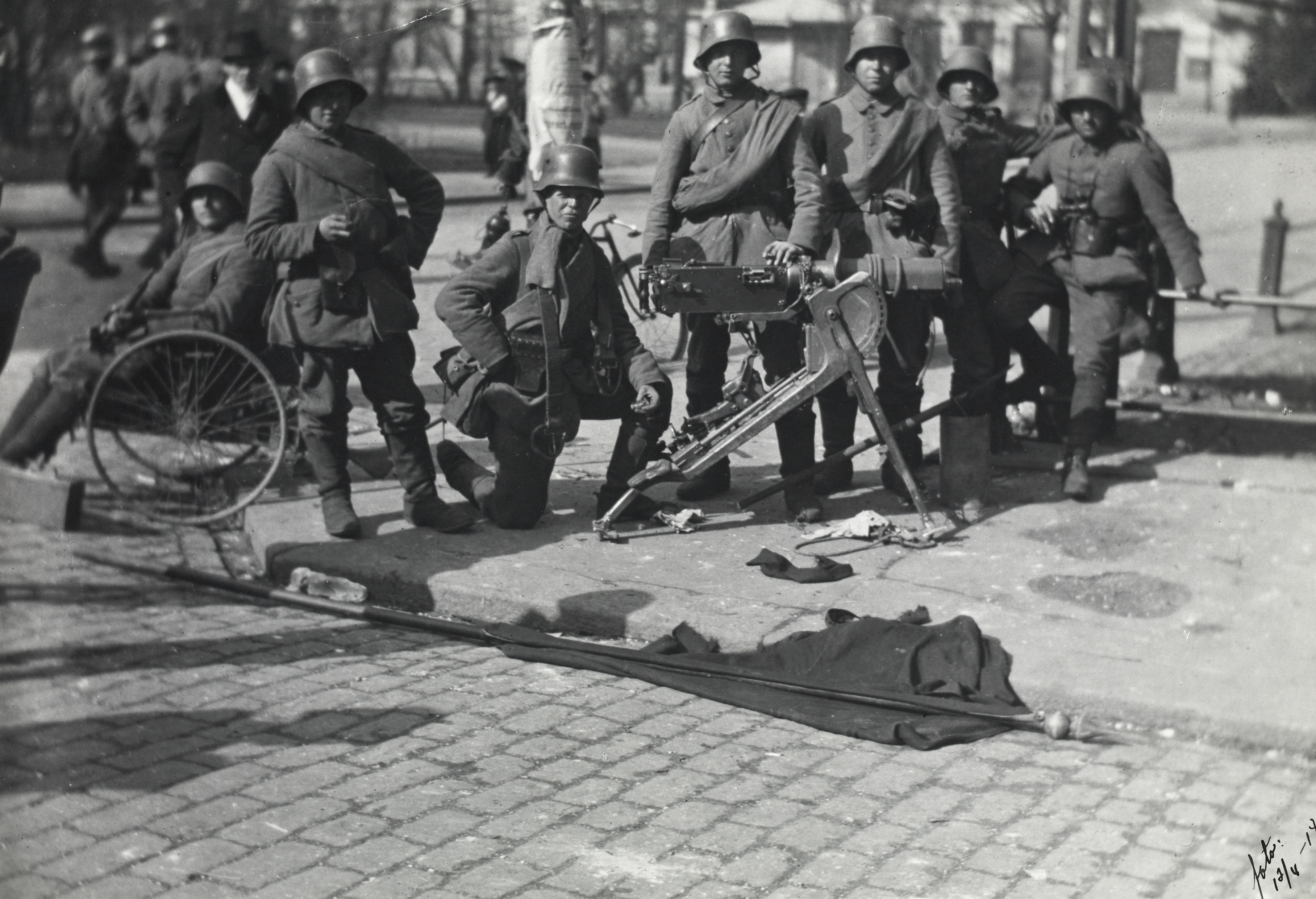
Deutsche Soldaten in Helsinki nach der Eroberung der Stadt

Die Ostseedivision rückte bis zum 10. April entlang der Südküste bis Leppävaara bei Helsinki vor, ohne auf nennenswerten Widerstand zu stoßen. Eine energische Verteidigung der Hauptstadt war praktisch auch unmöglich zu organisieren, nachdem Eino Rahja alle in der Stadt verfügbaren Kräfte gesammelt und nach Lempäälä geführt hatte, um das eingeschlossene Tampere zu entsetzen. Das Volkskommissariat hatte am 6. April letztmals in Helsinki getagt und sodann angesichts der heranrückenden Deutschen die Flucht nach Viipuri angetreten. Von der Goltz ließ seine Truppen am 11. April den Sturm auf die Stadt beginnen, am 12. April unterstützt von in den Hafen eingedrungenen Flottenverbänden. Am 13. April gaben die in Siltasaari im Stadtteil Kallio eingekesselten Roten auf. Die Deutschen verzeichneten bei den Kämpfen 200 Gefallene und Verwundete.
Die am 7. April bei Loviisa gelandeten Truppen von Oberst von Brandenstein eroberten Loviisa rasch und ohne Gegenwehr und rückten bis zum 11. April bis Orimattila vor. Nachdem auch Goltz nach Norden vorrückte, nahm von Brandenstein am 19. April die Stadt Lahti ein, traf dort mit den weißen Truppen aus dem Norden zusammen und zerschnitt so die Verbindungen der im Westen befindlichen Roten nach Osten.

### Der rote Flüchtlingszug
Bereits am 4. April befahl der rote Generalstab die Evakuierung der westfinnischen Gebiete und den Rückzug der dortigen Roten Garden nach Osten. Nach der Landung der Deutschen schien die Verteidigung dieser Gebiete zunächst aussichtslos, und die rote Führung wollte die Kräfte im Osten neu sammeln. Die örtlichen Kommandanten waren jedoch unwillig, dem Befehl nachzukommen – es sollte lieber die Heimatstadt verteidigt werden. Die Garde von Turku war erst am 10. April bereit, die Evakuierung durchzuführen, Pori sogar erst am 12. April. Auch die weiter östlich stationierten Garden, die später in den Evakuierungsplan einbezogen wurden, verzögerten ihren Aufbruch. Zudem widersetzten sich die Garden dem Befehl, ihre Familien zurückzulassen, sondern machten sich mitsamt Familien und beweglicher Habe auf die Flucht.
Die Züge von vielen Tausend schwer beladenen Flüchtlingen kamen auf den vom Tauwetter aufgeweichten Landstraßen nur mühsam voran, und die Reise endete schließlich in der Gegend von Lahti, wo sich der Riegel der Weißen inzwischen geschlossen hatte. An vielen Stellen versuchten die Roten Garden den Durchbruch. In einem verzweifelten Gefecht in Hauho am 28. und 29. April konnten sich die Soldaten, vielfach unterstützt von ihren bewaffneten Frauen, tatsächlich durch die deutschen Reihen kämpfen. Letztlich mussten sich jedoch auch sie, ebenso wie die anderen Flüchtlinge, geschlagen geben. Die letzten von ihnen ergaben sich am 2. Mai 1918.

### Kriegsabschluss in Karelien
Ende April hatten die Roten nur noch die Landschaft Kymenlaakso und einen Teil Kareliens in der Hand. In der schwachen Hoffnung auf Hilfe aus Russland setzten sie ihren Widerstand jedoch weiter fort. Die Weißen begannen am 23. April den Angriff auf Viipuri und hatten die Stadt bald eingekreist. Die Eroberung der Stadt erforderte jedoch zähe Kämpfe und gelang schließlich erst am 29. April. Viele der führenden Personen des roten Finnlands konnten kurz zuvor nach Petrograd flüchten. Die Eroberung Viipuris stellte die letzten größeren Kampfhandlungen dar. Die letzte rote Enklave in Kymenlaakso streckte am 5. Mai 1918 die Waffen. Dieser Tag gilt als Tag des Kriegsendes, wenn auch die Festung Ino in Karelien noch bis zum 15. Mai von russischen Truppen besetzt blieb.
In den Kampfhandlungen des Bürgerkrieges verloren nach Erkenntnissen des 2004 abgeschlossenen Projektes des finnischen Staates zur Aufklärung der Kriegsopfer insgesamt 9538 Menschen ihr Leben. Von den Opfern gehörten 3458 der weißen und 5717 der roten Seite an. Diese Zahlen enthalten nicht die rund 350 deutschen und 500–600 russischen Gefallenen. Allein rund 2000 Menschen fielen in der Schlacht um Tampere.

## Politische Gewalt während des Krieges und danach
| Todesursache                   | „Rote“ | „Weiße“ | Andere | Gesamt |
| ------------------------------ | ------ | ------- | ------ | ------ |
| Gefallen im Kampf              | 05.199 | 3.414   | 0.790  | 09.403 |
| Tod durch Hinrichtung          | 07.370 | 1.424   | 0.926  | 09.720 |
| Tod im Internierungslager      | 11.652 | 0.004   | 1.790  | 13.446 |
| Tod als Folge der Internierung | 00.607 | 0.0–    | 0.006  | 00.613 |
| Vermisst                       | 01.767 | 0.046   | 0.380  | 02.193 |
| Andere Todesursachen           | 00.443 | 0.291   | 0.531  | 01.265 |
| Gesamtverluste                 | 27.038 | 5.179   | 4.423  | 36.640 |

In den unmittelbaren Kampfhandlungen des Krieges fielen rund sechs Prozent der aktiv am Krieg Beteiligten. Bedeutend mehr Opfer verloren ihr Leben jedoch außerhalb der Schlachtfelder. Für die hiermit zusammenhängenden Vorgänge haben sich die Begriffe „roter und weißer Terror“ eingebürgert.
Während der Existenzzeit des roten Finnlands wurden rund 1.650 zur bürgerlichen Bevölkerung gehörende Menschen ermordet. Die Morde verteilten sich zeitlich hauptsächlich auf zwei Phasen. 703 Morde geschahen in der Anfangsphase des Krieges im Februar, als die Roten zahlreiche Mitglieder der Schutzkorps umbrachten, welche versucht hatten, auf die Seite der Weißen zu gelangen. Die zweite Welle von Gewalttaten ereignete sich am Ende des Krieges im April, als 667 Menschen den Tod fanden, oft in den letzten Tagen, bevor die jeweilige Ortschaft an die Weißen fiel. Die Gewalttaten waren größtenteils vereinzelt und geschahen oft, ohne dass es hierzu Befehle gegeben hätte. Nur in wenigen Fällen kam es zu Massenmorden, die größte in einem Zuge getötete Menschenmenge zählte 30 Personen. Das Volkskommissariat verurteilte die unnötige Gewalt öffentlich, zu konkreten Strafmaßnahmen wurde jedoch nicht gegriffen.
Die weißen Truppen, die nach eigener Auffassung im Dienste der Wiederherstellung der gesetzlichen Ordnung kämpften, griffen gegenüber den geschlagenen Aufständischen zu drastischen Strafmaßnahmen.

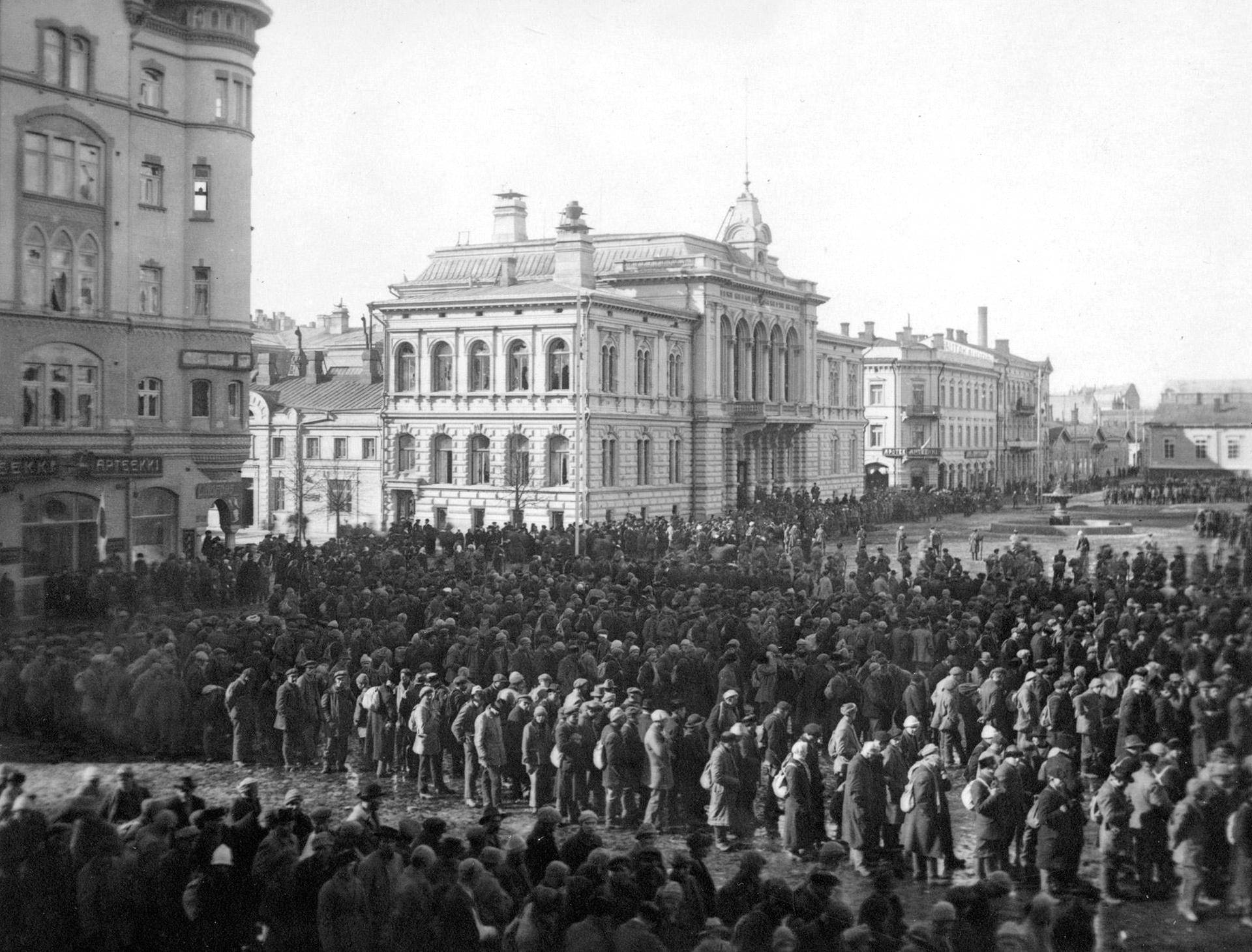
Gefangene Rotgardisten auf dem Marktplatz von Tampere nach dem Fall der Stadt

Nach der Eroberung von Varkaus wurden innerhalb von wenigen Tagen 200 Rotgardisten hingerichtet, und ähnlich wurde überall nach der Eroberung von Ortschaften und Städten verfahren, in besonderer Schwere in Tampere und Viipuri. Die Hinrichtungen geschahen oft ohne jegliche Anhörung, oft auch nach kurzem Verfahren in Standgerichten, welche aus Soldaten oder auch aus bürgerlichen Bewohnern der jeweiligen Orte gebildet wurden. Erst nach Kriegsende im Mai erließ Mannerheim ein strenges Verbot der ohne gesetzliche Grundlage erfolgenden Hinrichtungen. Insgesamt richteten die Weißen während des Krieges rund 8.400 Rote hin. Dabei wurden die unter den Gefangenen identifizierten Russen praktisch systematisch hingerichtet.
Nach dem Krieg verblieben in der Hand der Regierung rund 80.000 Gefangene. Es wurde ein besonderes Staatsverbrechensgericht gegründet, um die große Menge der Fälle einigermaßen rechtsstaatlich verhandeln zu können. Das Gericht verurteilte 555 Personen zum Tode; von diesen Urteilen wurde aber nur ein Teil vollstreckt. 23.000 Rote wurden zu Haftstrafen ohne Bewährung, 44.500 mit Bewährung verurteilt. Die Verfahren nahmen in all ihrer Oberflächlichkeit viel Zeit in Anspruch, und es erwies sich bald, dass die in Gefangenenlagern zusammengepferchten Häftlinge nicht angemessen versorgt werden konnten. Ab dem Juni 1918 begannen die Gefangenen massenweise an Hunger und Seuchen zu sterben, bis zum Oktober wurden insgesamt 12.500 bis 13.000 Tote gezählt. Schätzungen zufolge soll es rund 15.000 Waisen gegeben haben.

## Nachwirkungen
Der Bürgerkrieg hinterließ eine tief gespaltene Gesellschaft und eine gedemütigte Arbeiterschaft. Gemäßigtere Mitglieder unter Führung von Väinö Tanner traten an die Spitze der Sozialdemokratischen Partei, die in der Folge keine revolutionären Neigungen mehr zeigte. Der Großteil der alten Führung hatte sich in das bolschewistische Russland abgesetzt, wo sie im August 1918 die Kommunistische Partei Finnlands gründete und die Spaltung der finnischen Arbeiterbewegung besiegelte. Die Sozialdemokraten blieben lange von der direkten Einflussnahme auf die Politik ausgeschlossen, und erst ab 1937 waren sie wieder regelmäßig an Regierungen beteiligt.
Nach Ende des Bürgerkrieges begann das „weiße“ Finnland mit der Errichtung des unabhängigen Staates. Es hatte sich durch die Inanspruchnahme deutscher Hilfe stark an das Deutsche Reich gebunden, und im auf den Krieg folgenden Verfassungsstreit behielten zunächst auch die Monarchisten die Oberhand. Am 9. Oktober 1918 wurde der Deutsche Friedrich Karl von Hessen zum König von Finnland gewählt. Die Kriegsniederlage Deutschlands und der Fall des deutschen Kaiserhauses machten diese Wahl jedoch obsolet, und schließlich gab sich Finnland eine republikanische Verfassung.
Die Spaltung der finnischen Gesellschaft spiegelte sich im Rückblick auf den Krieg. Über Jahrzehnte schrieben beide Lager die Geschichte des Krieges aus völlig verschiedenen Blickwinkeln. Die Geschichtsschreibung des obsiegenden bürgerlichen Finnlands vermied sorgsam den Begriff „Bürgerkrieg“ und bezeichnete die Auseinandersetzung als „Freiheitskrieg“, welcher in erster Linie der Befreiung des Landes von den russischen Besatzern und mit ihnen verbündeten Kriminellen diente und sich nicht gegen eigene Bürger richtete. Besonders unter dem Eindruck der Geschehnisse des russischen Bürgerkrieges empfand man den Sieg gegen die finnische Revolution als Sicherung der politischen Souveränität Finnlands. In der sozialistischen Literatur erschien der Krieg dagegen als typischer „Klassenkrieg“ einer unterdrückten Arbeiterklasse, die gegen die herrschende Klasse keinen anderen Ausweg als den Griff zur Waffe fand. Heute hat sich in Finnland allgemein die neutralere Bezeichnung „Bürgerkrieg“ eingebürgert.

## Film
- Käsky (Die Unbeugsame) FI/DE/GR 2008, Regie: Aku Louhimies.